# Zuzidun Txakurra
Zuzidun Txakurra, Olanoiko zakurra et Mirokutana sont des génies de la mythologie basque qui ont l'aspect d'un chien. Outre le fait d'apparaitre comme des chiens, leurs pouvoirs diffèrent selon les lieux et les légendes. Les chiens ont été incorporés dans la mythologie basque, surtout depuis l'avènement du christianisme. C'est pourquoi, à partir du syncrétisme qui a généré la nouvelle religion, à de nombreuses reprises, les chiens sont pris pour des êtres possédés par les esprits de ceux qui sont morts sans confession, ou qui, pour une raison quelconque, ils n'ont pas atteint le "paradis".

## Étymologie
Zuzidun Txakurra signifie littéralement en basque « le chien qui possède une torche, un flambeau ».
Olanoiko zakurra signifie « le chien d'Olanoi ».

## Zuzidun Txakurra
Resurrección María de Azkue fait mention que ce chien légendaire était sur le point de disparaître. Selon les légendes, il semble que si Zuzidun Txakurra apparaît après la mort d'une personne, c'est un signe que l'âme du défunt est maudite. Il existe des créatures similaires dans certains territoires espagnols, comme dans les Asturies et en Galice dont les récits et leurs noms ont été conservés.
La légende contient tous les éléments d'actualité du répertoire thématique des apparitions d'une âme en peine. Celles-ci apparaissent aux vivants sous la forme d'un chien lumineux demandant réparation ou restitution pour le tort fait dans leur vie et/ou lors la célébration de messes pour leur âme.

### Légendes
Selon la légende, un chien mystérieux existait autrefois à Barakaldo, et que chaque fois que quelqu'un mourait, la nuit après ses funérailles, Zuzidun Txakurra apparaissait chez le défunt. Immense, noir et avec du feu dans ses yeux et dans ses mâchoires. Beaucoup ont surpris le txakurra qui traînait autour des maisons, mais ils n'ont jamais pu l'attraper. Il a toujours fui jusqu'à ce qu'il plonge dans n'importe quel endroit avec de l'eau, un puits, un étang et même dans un petit seau, puis disparaissait.
Un voisin de Barakaldo, quand son père est mort, pendant les funérailles, pensait que le lendemain soir, le chien apparaîtrait en flammes, alors pendant la journée, il dessina un lauburu autour de la maison, marquant le sol avec une houe. Puis il s'assura qu'il n'y ait pas de flaque d'eau ou de récipient contenant de l'eau, et attendit.
Vers trois heures du matin (que les chrétiens disent être l'heure opposée à l'heure de la mort de Jésus, et c'est pourquoi c'est aussi l'heure où les mauvais esprits apparaissent pour ravager la terre et les mortels) Zuzidun Txakurra apparu, entra dans la maison, et le villageois rapidement, à plusieurs coups de sa houe, acheva de dessiner le lauburu.
Le chien couru tout autour de la maison jusqu'à ce qu'il se rende compte qu'il ne pouvait plus sortir. À ce moment, il se calma et s'immobilisa. Le villageois s'approcha prudemment et lui demanda ce qu'il voulait, ce à quoi le txakurra répondit : « Je suis l'esprit de ton voisin qui est mort sans retourner les biens que j'ai volés à ton père. Et je ne peux pas sortir autrement jusqu’à ce que quelqu’un paie ma dette. »
« Je paierai ta dette pour que tu reposes en paix », répondit le villageois qui, à ce moment-là, cassa le dessin du lauburu et le chien disparut. Quelques jours plus tard, le bonhomme paya les dettes du mort, et depuis lors, on n'a plus jamais revu le "chien torche.

## Olanoiko zakurra

Ferme Olanoi sur une vieille photo. Dans ses environs se trouve la grotte d'Olanoi.

Olanoiko zakurra est un génie lié aux grottes comme beaucoup d'autres. Ce grand chien gris est le gardien de la grotte d'Olanoi à Beizama et il attaque toutes les personnes qui s'en approchent.

## Mirokutana
Mirokutana est un génie nocturne d'après des récits d'Oiartzun.